# Sylvisorex
Sylvisorex là một chi động vật có vú trong họ Chuột chù, bộ Soricomorpha. Chi này được Thomas miêu tả năm 1904. Loài điển hình của chi này là Crocidura morio Gray, 1862.

## Các loài
Chi này gồm các loài: